# 燈尖吻慈鯛
燈尖吻慈鯛，為輻鰭魚綱鱸形目隆頭魚亞目慈鯛科的其中一種，分布於非洲馬拉威湖流域，為特有種，體長可達13.5公分，棲息在沙石底質、水草生長水域，生活習性不明，可作為觀賞魚。

## 擴展閱讀
維基物種上的相關：燈尖吻慈鯛